# Charles de Graimberg
Charles (ou Carl), comte de Graimberg (30 juillet 1774, château de Paars – 10 novembre 1864, Heidelberg), est un conservateur, collectionneur et artiste français.

## Biographie
Fils de Gilles-François de Graimberg de Belleau, Charles de Graimberg entra à l'École royale militaire de Rebais. Il émigra avec sa famille en mai 1791 et participa aux guerres de la Première Coalition au sein de la Compagnie de la noblesse de Champagne, des Chasseurs Nobles de Damas, puis comme officier au Régiment de Mortemart. Après avoir quitté le service actif, il s'installa avec sa famille sur l'île de Guernesey et voyagea à travers l'Europe.
Passionné par le dessin, il s'installa à Paris en 1807 et devint l'élève de Jean-Victor Bertin. En 1810, il se rendit à Karlsruhe pour suivre les cours de Christian Haldenwang (de).
Il s'installa à Heidelberg pour se consacrer aux ruines du château de Heidelberg. Il consacra sa vie à sa protection et à restauration, fit connaitre les ruines au travers d'une série de gravures et réussi à convaincre le grand-duc Léopold Ier de Bade de faire réparer une partie des corps de bâtiment.
Il s'était lié d'amitié avec Helmina von Chézy.

## Publications
- Das Heidelberger Faß (1816)
- Notice de l'entreprise des vues de Heidelberg (1820)
- Collection des Vues de Heidelberg. Dessinées d'après nature par Charles de Graimberg (1817/18)
- Vues lythographiées de la ruine, de la ville et des environs de Heidelberg (1820)
- Notice de l'entreprise des vues de Heidelberg (1820)
- Livraison des vues de Heidelberg. Dessinées d'après nature par Charles de Graimberg, mises en perspective par Thomas Alfred Leger, professeur d'architecture à l'université de Heidelberg, et gravées par Charles Haldenwang, graveur de la Cour de Bade (1821-1825)
- Collection des Vues de Heidelberg, de la vallé du Neckar, de Schwetzingen, de Bade et du Rhin (1825)
- Collection de vues à l'aquatinte de la ville et du château de Heidelberg (1825)
- Le guide des voyageurs dans la ruine de Heidelberg d'après un plan du château (1827)
- Vues du jardin de Schwetzingen (1828)
- Histoire du gros tonneau de Heidelberg (1828)
- Ansichten von Heidelberg, Schwetzingen, Baden und vom Rhein (1828/29)
- Antiquités de Château de Heidelberg, dessinées d'après nature par Charles de Graimberg, mises en perspective par Thomas Alfried Leger, gravées par Texier (1830)
- Collection de vues à l'aquatinte de Heidelberg et du Rhin (1830)
- Ansichten des Heidelberger Schlosses, des Wolfsbrunnens, von Stift Neuburg, Dilsberg und Neckarsteinach. Dessiné par Charles de Graimberg (1830)
- Les grandes Planches du château de Heidelberg dessinées et publiées par Charles de Graimberg (1830/31)
- Die Statuen der achtzehn Stammhäupter des kurpfalz-baierischen Fürstenhauses auf dem Heidelberger Schlosse (1831)
- Annonce de la troisième exposition des collections d'antiquités palatines et badoises appartenant à Monsr. le Comte Chs. de Graimberg (1831-1840)
- Le guide de voyageurs dans la ruine de Heidelberg
- Vues de la Ville, du Château et des Environs de Heidelberg (1837/39) avec 3 planches de Jean Victor Louis Faure
- Notice de la Galerie des Antiquités du Château de Heidelberg (1842)
- Les gravures de Heidelberg et la Galerie des Antiquités du Château de Heidelberg (1847)
- Guide dans les Ruines du Château de Heidelberg, orné d'un plan et de vues gravées. Extrait du guide des voyageurs du professeur Dr Th. Alfr.
- Statues des princes de la Maison Palatine-Bavarovise sur la Chapelle du Château de Heidelberg

## Sources
- (de) Cet article est partiellement ou en totalité issu de l’article de Wikipédia en allemand intitulé « Charles de Graimberg » (voir la liste des auteurs).
- Anja-Maria Roth, Louis Charles François de Graimberg (1774-1864): Denkmalpfleger, Sammler, Künstler, 1999
- Manfred Berger, Graimberg-Bellau, Maria Antoinette Josephine Theresia Franziska Gräfin von, dans "Biographisch-Bibliographisches Kirchenlexikon" (BBKL), 2003